# Kang

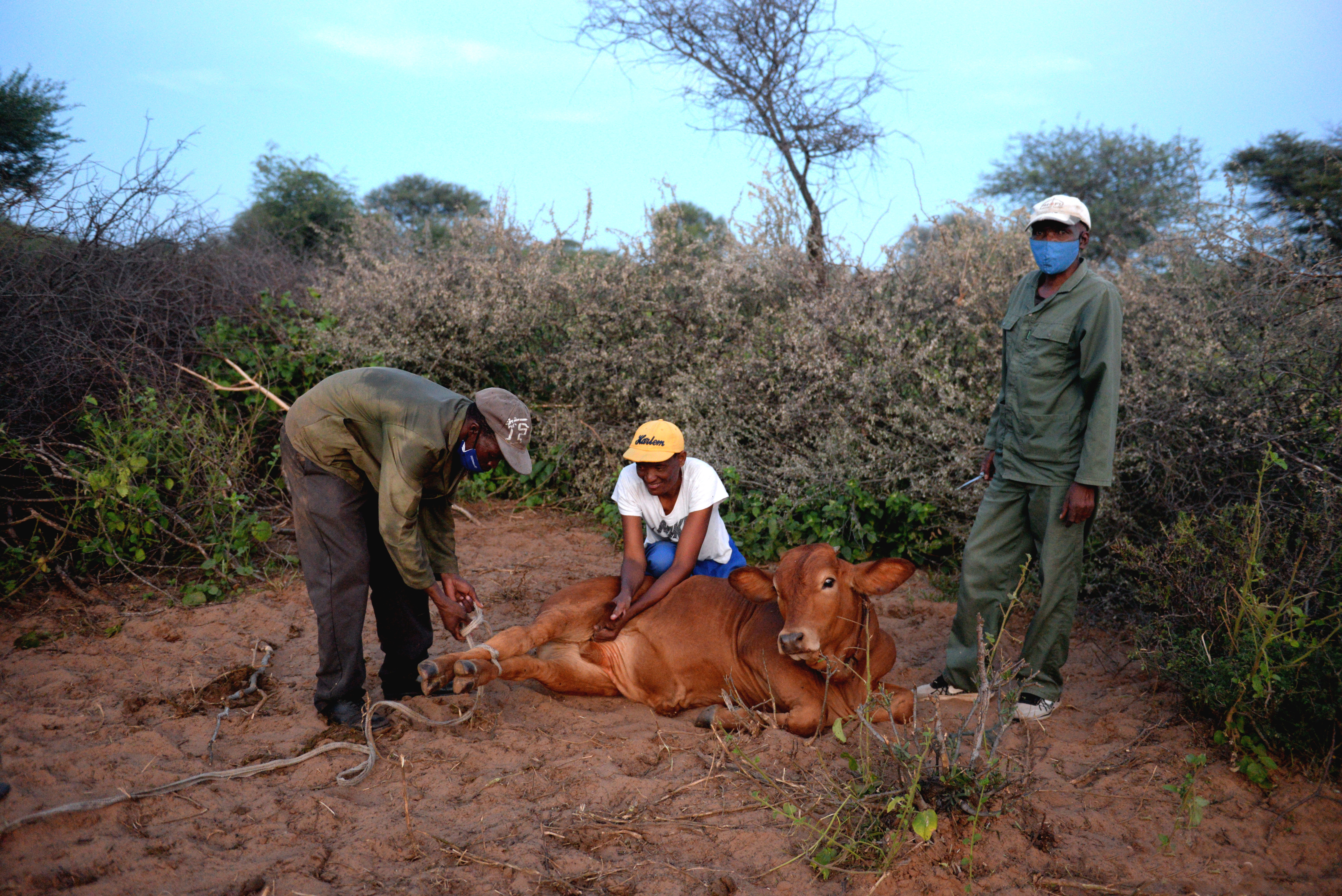
Vacă

Kang este un sat în Botswana.